# 37 Korpus Obrony Powietrznej (ZSRR)
37 Korpus Obrony Powietrznej – wyższy związek taktyczny wojsk obrony powietrznej Sił Zbrojnych ZSRR i Federacji Rosyjskiej.

## Struktura organizacyjna
W latach 1991–1992
- dowództwo – Ałma Ata
- 87 Brygada Rakietowa Obrony Powietrznej – Ałma Ata
- 132 Brygada Rakietowa Obrony Powietrznej
- 145 Brygada Rakietowa Obrony Powietrznej
- 60 Brygada Radiotechniczna
- 133 Brygada Radiotechniczna
- 41 pułk radiotechniczny